# Ronde van Italië 1988
| Eindklassement      |                            |              |
| Algemeen klassement | Andy Hampsten              | 97h 18' 56"  |
| Tweede / (Ned)      | Erik Breukink              | + 1' 43"     |
| Derde               | Urs Zimmermann             | + 2' 45"     |
| Vierde              | Flavio Giupponi            | + 6' 56"     |
| Vijfde              | Franco Chioccioli          | + 13' 20"    |
| Zesde               | Marco Giovannetti          | + 15' 20"    |
| Zevende             | Pedro Delgado              | + 17' 02"    |
| Achtste             | Peter Winnen               | + 18' 14"    |
| Negende             | Stefano Tomasini           | + 27' 01"    |
| Tiende              | Maurizio Vandelli          | + 27' 02"    |
| (Bel)               | Eric Vanderaerden (75e)    | + 2h 10' 16" |
| Rode Lantaarn       | Dante Morandi (125e)       | + 4h 48' 15" |
| Puntenklassement    | Johan van der Velde        | 154 punten   |
| Tweede              | Rolf Sørensen              | 131 punten   |
| Derde               | Andy Hampsten              | 128 punten   |
| Bergklassement      | Andy Hampsten              | 59 punten    |
| Tweede              | Stefano Giuliani           | 55 punten    |
| Derde               | Renato Piccolo             | 49 punten    |
| Jongerenklassement  | Stefano Tomasini (9e)      | 97h 45' 57"  |
| Tweede              | Franco Vona (15e)          | + 15' 30"    |
| Derde               | Helmut Wechselberger (23e) | + 32' 16"    |
| Ploegenklassement   | Carrera                    | 291h 19' 15" |
| Tweede              | Panasonic                  | -            |
| Derde               | Del Tongo                  | -            |

In 1988 ging de 71e Giro d'Italia op 23 mei van start in Urbino. Hij eindigde op 12 juni in Vittorio Veneto. Er stonden 180 renners verdeeld over 20 ploegen aan de start. Hij werd gewonnen door de Amerikaan Andy Hampsten.
Aantal ritten: 21

Totale afstand: 3579.0 km

Gemiddelde snelheid: 36.777 km/h

Aantal deelnemers: 180

## Belgische en Nederlandse prestaties
In totaal namen er 8 Belgen en 11 Nederlanders deel aan de Giro van 1988.

### Belgische etappezeges
- In 1988 was er geen Belgische etappezege.

### Nederlandse etappezeges
- Erik Breukink won de 14e etappe van Chiesa in Valmalenco naar Bormio. Tijdens deze etappe werd de Gaviapas bedwongen. Johan van der Velde bereikte in de paarse trui (puntenklassement) als eerste de top maar was niet goed gekleed. Op de top lag de temperatuur rond het vriespunt en er was sprake van hevige sneeuwval. In de afdaling werd hij, met vele anderen, gedwongen te stoppen om zich te warmen. Erik Breukink en Andy Hampsten haalden hem in. Ongeveer een derde van het peloton voltooide de afdaling in busjes en volgauto's. Een aantal renners dat het complete parcours aflegde, diende protest in maar de jury zag het voorval door de vingers.

## Etappe uitslagen
| Datum   | Etappe     | Parcours                                     | Afstand | Eerste                      | Tweede                    | Derde                      | Klassementsleider           |
| ------- | ---------- | -------------------------------------------- | ------- | --------------------------- | ------------------------- | -------------------------- | --------------------------- |
| 23 mei  | etappe 1   | Urbino - Urbino                              | 9.0 km  | Jean-François Bernard (Fra) | Tony Rominger (Zwi)       | Lech Piasecki (Pol)        | Jean-François Bernard (Fra) |
| 24 mei  | etappe 2   | Urbino - Ascoli Piceno                       | 230 km  | Guido Bontempi (Ita)        | Rolf Sørensen (Den)       | Paolo Rosola (Ita)         | Jean-François Bernard (Fra) |
| 25 mei  | etappe 3   | Ascoli Piceno - Vasto                        | 184 km  | Stephan Joho (Zwi)          | Emanuele Bombini (Ita)    | Fabio Bordonali (Ita)      | Jean-François Bernard (Fra) |
| 26 mei  | etappe 4a  | Vasto - Rodi Garganico                       | 123 km  | Massimo Podenzana (Ita)     | Stefano Tomasini (Ita)    | Enrico Galleschi (Ita)     | Massimo Podenzana (Ita)     |
| 26 mei  | etappe 4b  | Rodi Garganico - Vieste (ploegentijdrit)     | 40 km   | Del Tongo                   | Carrera                   | Gewiss-Bianchi             | Massimo Podenzana (Ita)     |
| 27 mei  | etappe 5   | Vieste - Santa Maria Capua Vetere            | 260 km  | Guido Bontempi (Ita)        | Johan van der Velde (Ned) | Stefano Allocchio (Ita)    | Massimo Podenzana (Ita)     |
| 28 mei  | etappe 6   | Santa Maria Capua Vetere - Campitello Matese | 137 km  | Franco Chioccioli (Ita)     | Andy Hampsten (VS)        | Urs Zimmermann (Zwi)       | Massimo Podenzana (Ita)     |
| 29 mei  | etappe 7   | San Massimo - Avezzano                       | 178 km  | Andreas Kappes (BRD)        | Johan van der Velde (Ned) | Luciano Boffo (Ita)        | Massimo Podenzana (Ita)     |
| 30 mei  | etappe 8   | Avezzano - Chianciano Terme                  | 251 km  | Jean-François Bernard (Fra) | Andreas Kappes (BRD)      | Johan van der Velde (Ned)  | Massimo Podenzana (Ita)     |
| 31 mei  | etappe 9   | Pienza - Marina di Massa                     | 235 km  | Alessio Di Basco (Ita)      | Guido Bontempi (Ita)      | Urs Freuler (Zwi)          | Massimo Podenzana (Ita)     |
| 1 juni  | etappe 10  | Carrara - Salsomaggiore Terme                | 190 km  | Paolo Rosola (Ita)          | Adriano Baffi (Ita)       | Rolf Sørensen (Den)        | Massimo Podenzana (Ita)     |
| 2 juni  | etappe 11  | Parma - Colle Don Bosco                      | 229 km  | etappe niet verreden        | etappe niet verreden      | etappe niet verreden       | Massimo Podenzana (Ita)     |
| 3 juni  | etappe 12  | Novara - Selvino                             | 205 km  | Andy Hampsten (VS)          | Pedro Delgado (Spa)       | Alberto Volpi (Ita)        | Franco Chioccioli (Ita)     |
| 4 juni  | etappe 13  | Bergamo - Chiesa in Valmalenco               | 129 km  | Tony Rominger (Zwi)         | Stefano Giuliani (Ita)    | Maurizio Vandelli (Ita)    | Franco Chioccioli (Ita)     |
| 5 juni  | etappe 14  | Chiesa in Valmalenco - Bormio                | 120 km  | Erik Breukink (Ned)         | Andy Hampsten (VS)        | Stefano Tomasini (Ita)     | Andy Hampsten (VS)          |
| 6 juni  | etappe 15  | Spondinig/Spondigna - Meran 2000/Merano 2000 | 83 km   | Jean-François Bernard (Fra) | Urs Zimmermann (Zwi)      | Flavio Giupponi (Ita)      | Andy Hampsten (VS)          |
| 7 juni  | etappe 16  | Meran/Merano - Innsbruck                     | 176 km  | Franco Vona (Ita)           | Marco Vitali (Ita)        | Enrico Galleschi (Ita)     | Andy Hampsten (VS)          |
| 8 juni  | etappe 17  | Innsbruck - Borgo Valsugana                  | 221 km  | Patrizio Gambirasio (Ita)   | Stefano Allocchio (Ita)   | Rolf Sørensen (Den)        | Andy Hampsten (VS)          |
| 9 juni  | etappe 18  | Levico Terme - Vetriolo Terme (tijdrit)      | 18 km   | Andy Hampsten (VS)          | Roberto Visentini (Ita)   | Flavio Giupponi (Ita)      | Andy Hampsten (VS)          |
| 10 juni | etappe 19  | Borgo Valsugana - Arta Terme                 | 233 km  | Stefano Giuliani (Ita)      | Urs Zimmermann (Zwi)      | Roberto Pagnin (Ita)       | Andy Hampsten (VS)          |
| 11 juni | etappe 20  | Arta Terme - Lido di Jesolo                  | 212 km  | Paolo Rosola (Ita)          | Alessio Di Basco (Ita)    | Johan van der Velde (Nede) | Andy Hampsten (VS)          |
| 12 juni | etappe 21a | Jesolo - Vittorio Veneto                     | 73 km   | Urs Freuler (Zwi)           | Alessio Di Basco (Ita)    | Jesús Suárez Cueva (Spa)   | Andy Hampsten (VS)          |
| 12 juni | etappe 21b | Vittorio Veneto - Vittorio Veneto (tijdrit)  | 43 km   | Lech Piasecki (Pol)         | Eric Vanderaerden (Bel)   | Tony Rominger (Zwi)        | Andy Hampsten (VS)          |

 winnaars · 
roze trui · 
  puntenklassement · 
  bergklassement · 
 jongerenklassement · 
 intergiro · 
 ploegenklassement · 
 strijdlust · 
 zwarte trui
Giro d'Italia Next Gen · Giro Donne · Cima Coppi
 Belgische rozetruidragers · etappewinnaars
 Nederlandse rozetruidragers · etappewinnaars
Mannen:
1909 · 
1910 · 
1911 · 
1912 · 
1913 · 
1914 · 
1919 · 
1920 · 
1921 · 
1922 · 
1923 · 
1924 · 
1925 · 
1926 · 
1927 · 
1928 · 
1929 · 
1930 · 
1931 · 
1932 · 
1933 · 
1934 · 
1935 · 
1936 · 
1937 · 
1938 · 
1939 · 
1940 · 
1946 · 
1947 · 
1948 · 
1949 · 
1950 · 
1951 · 
1952 · 
1953 · 
1954 · 
1955 · 
1956 · 
1957 · 
1958 · 
1959 · 
1960 · 
1961 · 
1962 · 
1963 · 
1964 · 
1965 · 
1966 · 
1967 · 
1968 · 
1969 · 
1970 · 
1971 · 
1972 · 
1973 · 
1974 · 
1975 · 
1976 · 
1977 · 
1978 · 
1979 · 
1980 · 
1981 · 
1982 · 
1983 · 
1984 · 
1985 · 
1986 · 
1987 · 
1988 · 
1989 · 
1990 · 
1991 · 
1992 · 
1993 · 
1994 · 
1995 · 
1996 · 
1997 · 
1998 · 
1999 · 
2000 · 
2001 · 
2002 · 
2003 · 
2004 · 
2005 · 
2006 · 
2007 · 
2008 · 
2009 · 
2010 · 
2011 · 
2012 · 
2013 · 
2014 · 
2015 · 
2016 · 
2017 · 
2018 · 
2019 · 
2020 · 
2021 · 
2022 · 
2023 · 
2024 · 
2025
Vrouwen:
1988 · 
1989 · 
1990 · 
1991 ·
1992 ·
1993 · 
1994 · 
1995 · 
1996 · 
1997 · 
1998 · 
1999 · 
2000 · 
2001 · 
2002 · 
2003 · 
2004 · 
2005 · 
2006 · 
2007 · 
2008 · 
2009 · 
2010 · 
2011 · 
2012 ·
2013 · 
2014 ·
2015 ·
2016 ·
2017 ·
2018 ·
2019 ·
2020 ·
2021 ·
2022 ·
2023 ·
2024 ·
2025